# Vaughn Site
 (mars 2021).
Pour les articles homonymes, voir Vaughn.
Le Vaughn Site est un site archéologique dans le comté de Cuyahoga, dans l'Ohio, aux États-Unis. Protégé au sein du parc national de Cuyahoga Valley, il est inscrit au Registre national des lieux historiques depuis le 12 novembre 1987.